# Échion fils d'Hermès
Pour les articles homonymes, voir Échion.
Échion, fils d'Hermès et d'Antianira, est un des Argonautes. Il est le frère jumeau d'Eurytos.
En tant que conteur d'aventures, il remonte plus d'une fois le moral des troupes. Il participe aussi à la chasse du sanglier de Calydon,.